# Neotoma fuscipes
Neotoma fuscipes — вид нічних гризунів родини Cricetidae. Вони будують великі куполоподібні лігва, які можуть досягати кількох футів у висоту. Койоти та інші хижаки намагатимуться здобувати цих гризунів, спустошуючи лігва, але сама кількість матеріалу зазвичай відлякує. Іноді N. fuscipes будують супутникові лігва на деревах. Хоча ці тварини живуть поодинці, за винятком шлюбного сезону (коли вони найбільш вразливі до хижаків), лігва часто зустрічаються групами до кількох десятків, утворюючи грубі «спільноти». Система спарювання у цього виду, здається, є змінною, з проміскуїтетом, як правило, при високій щільності популяції та моногамією при меншій щільності.

## Поширення і середовище проживання
Вид зустрічається в Мексиці та США. N. fuscipes зустрічаються від Орегону до північної частини Нижньої Каліфорнії. Вони зустрічаються вздовж узбережжя Тихого океану, на захід від пустель і Великого басейну. N. fuscipes можна зустріти біля струмків і в ялівцевих і змішаних хвойних лісах. Вони віддають перевагу життю в чапаральних районах із щільним ґрунтовим покривом, оскільки ці території пропонують постійний запас їжі та захист від хижаків, а також велику кількість матеріалів для будівництва будинків. У північно-східній Каліфорнії тварини можуть виживати в лавових краях і руслах з достатнім рослинним покривом.

## Дієта
N. fuscipes в основному травоїдні, але їдять комах, особливо борошняних хробаків і цвіркунів, якщо їм пропонують; вони їдять різноманітну поживу з гілок, листя, фрукти та горіхи. Тварини зберігають обрізки їжі у своїх гніздах; з гніздами в середньому 4,5 видів рослиноїдної рослинності, хоча вони, як правило, мають панівне джерело їжі, що становить більшість живців, дуб (Quercus) є кращим, якщо він є. Попре те, що більшість N. fuscipes є їдять багато різновидів рослин, є докази місцевої спеціалізації в дієтах. Наприклад, спостерігаються значні відмінності в харчуванні тварин, які живуть на відстані всього один кілометр один від одного: одна група, що живе в ялівцевому лісі, віддає перевагу західному ялівцю, а інша, у змішаних хвойних лісах, живиться переважно кедром.

## Хижаки
N. fuscipes є здобиччю сов, койотів, яструбів, ласок, скунсів, змій і котів. Ці хижаки разом із людьми тримають популяції деревних щурів під контролем.
Якщо хижак нападе на гніздо N. fuscipes, то він може сховатися в іншому гнізді поблизу. Тварини попереджають один одного про хижаків, які знаходяться поруч, брязкаючи хвостом.